# 植物生殖形態學

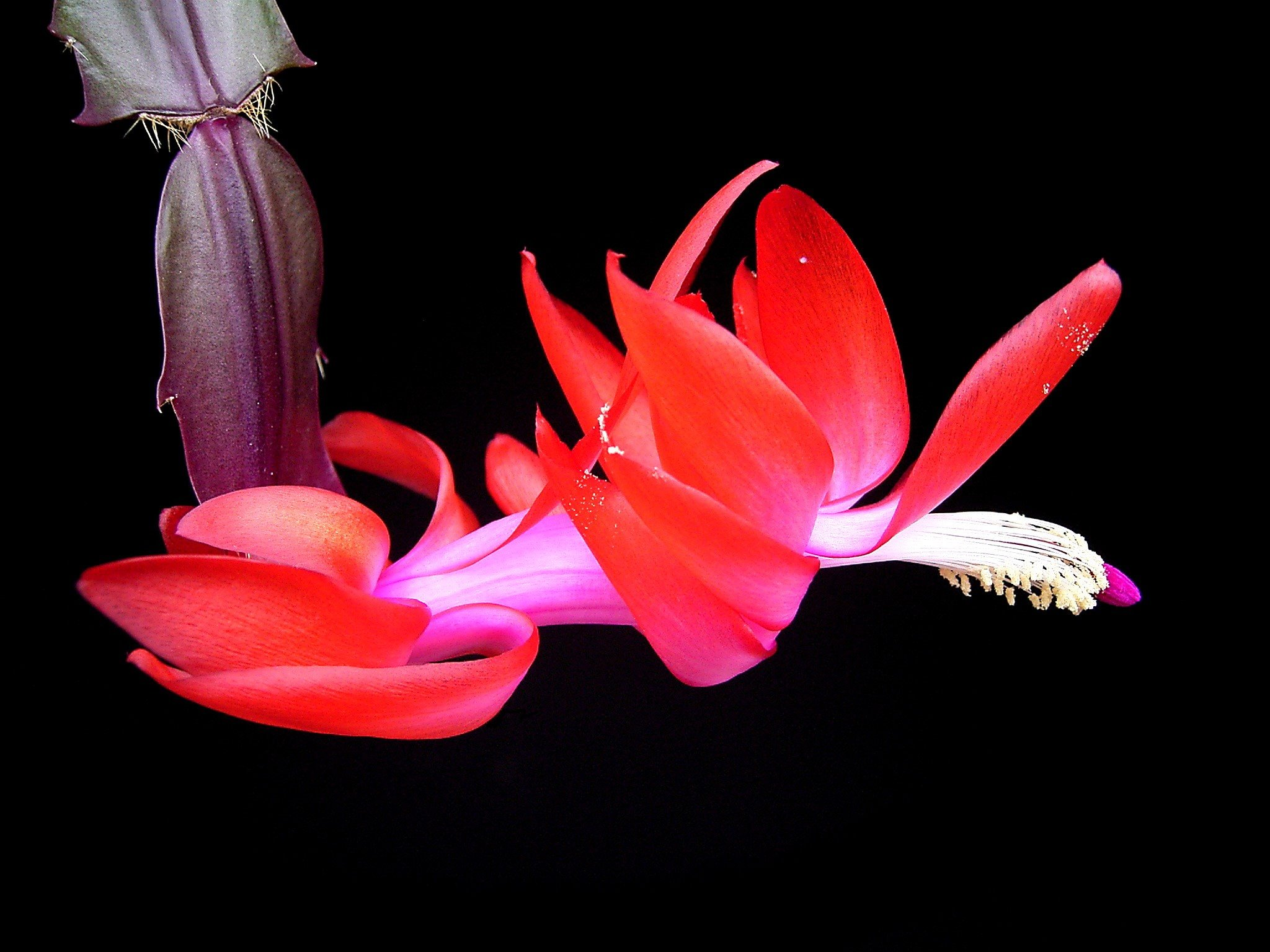
蟹爪蘭花朵的閉合，顯示了部分的雌蕊 (柱頭是可見的) 以及其周圍的花蕊。

植物生殖型態學 是一種研究那些直接或間接和有性生殖有關的植物部位的物理型態以及結構。 (植物形態學)
在所有有生命的個體之中，花朵是開花植物的生殖結構，在物理上是最多樣化的，並且在繁殖方法上顯示出相應的巨大差異。不開花的植物在形態適應與有性繁殖中的環境因素之間也有複雜的交互作用。育種系統，或者一個植物的精子如何使另一個植物的卵子受精，取決於生殖型態， 並且是非無性生殖的植物種群遺傳結構的最重要的決定因素。 